# Adalwin (Regensburg)
Adalwin († 4. Oktober 816) war vierter Bischof von Regensburg von 791 bis 816.
Adalwin war als Bischof von Regensburg auch Vorsteher von Kloster Sankt Emmeram. Nach Alfred Wendehorst vermutet man in Adalwin den Onkel des Eichstätter Bischofs Altwin. In die Zeit Adalwins fällt die erste urkundliche Erwähnung der Peterskirche, einem Vorgängerbau des Regensburger Domes. Karl der Große machte dem Bischof Schenkungen.